# Isocianato de clorosulfonilo
El isocianato de clorosulfonilo es el compuesto químico ClSO2NCO, conocido como CSI. Este compuesto es un reactivo versátil en síntesis orgánica.

## Preparación, estructura, manejo
El CSI se prepara tratando el cloruro de cianógeno con trióxido de azufre y el producto se destila directamente de la mezcla de reacción.
SO3  +  ClCN  →  ClSO2NCO
En esta transformación, se funcionalizan tanto los extremos de carbono como de nitrógeno de CN.
La estructura de CSI se representa como ClS(O)2-N=C=O. Consta de dos componentes atractores de electrones, el grupo clorosulfonilo (SO2Cl) y el grupo isocianato (-N=C=O). Debido a su electrofilia resultante, el uso de CSI en la síntesis química requiere solventes relativamente inertes como clorocarbonos, acetonitrilo y éteres.

## Usos
La molécula tiene dos sitios electrofílicos, el carbono y el centro S(VI).
El CSI se ha empleado para la preparación de β-lactámicos, algunos de los cuales son importantes desde el punto de vista médico. Por lo tanto, los alquenos experimentan una cicloadición [2+2] para dar la sulfonamida. El grupo SO2Cl se puede eliminar simplemente por hidrólisis, dejando la amida secundaria. Otras reacciones de CSI:
- Cicloadición a alquinos para dar 1,2,3-oxatiazina-2,2-dióxido-6-cloruros.
- Conversión de alcoholes primarios a carbamatos.[7]
- Conversión de ácidos carboxílicos y los cloruros de ácido en nitrilos.
- Preparación de sulfamidas N,N-disustituidas, R2NSO2NH2
- Preparación del reactivo de Burgess

## Consideraciones de seguridad
CSI es tóxico, corrosivo y reacciona violentamente con el agua. Al igual que el ácido fluorhídrico, no se puede almacenar en cristalería, sino que se requieren botellas de polietileno.

## Compuestos relacionados
- Cloruro de tionilo
- Bromuro de cianógeno
- Cloruro de fosforilo